# Jolanta Grzechowiak-Milewska
Jolanta Grzechowiak-Milewska (ur. 1945 r.) – polska inżynier chemii. Absolwentka Politechniki Wrocławskiej. Od 2003  profesor na Wydziale Chemicznym Politechniki Wrocławskiej.